# Linda Nagata
Linda Nagata z domu Webb (ur. 7 listopada 1960 w San Diego) – amerykańska pisarka, autorka literatury science fiction.
Od dziesiątego roku życia mieszka na Hawajach. W 1982 ukończyła studia licencjackie z zakresu zoologii na University of Hawaii at Manoa. W 1996 jej powieść Struktor Bohra otrzymała nagrodę Locusa w kategorii debiut powieściowy. Natomiast w 2000 opowiadanie Boginie zostało uhonorowane nagrodą Nebula.
Jest mężatką i ma dwoje dzieci.

## Twórczość

### Powieści

#### CyklThe Nanotech Succession
- Tech-Heaven (1995)
- Struktor Bohra (The Bohr Maker, 1995)
Zysk i S-ka, 1998, tłum. Mariusz Seweryński, ISBN 83-7150-366-0
- Deception Well (1997)
- Vast (1998)
- Skye Object 3270a (2011)
- Edges (2019)
- Silver (2019)

#### Stories of the Puzzle Lands(pod pseudonimem Trey Shiels)
- The Dread Hammer (2012)
- Hepen the Watcher (2012)

#### TrylogiaCzerwień(The Red)
- Czerwień. Misja „Brzask” (The Red: First Light, 2013; wyd. pol. 2016)
- Ciężkie próby (The Trials, 2015; wyd. pol. 2017)
- W stronę mroku (Going Dark, 2015; wyd. pol. 2017)

#### Inne powieści
- Limit of Vision (2001)
- Memory (2003)
- The Last Good Man (2017)

### Zbiory opowiadań
- Goddesses & Other Stories (2011)
- Light and Shadow (2016)

### Opowiadania i nowele
- Spectral Expectations (1987)
- Career Decision (1988)
- In the Tide (1989)
- Liberator (1993)
- Small Victories (1993)
- Old Mother (1995)
- The Bird Catcher's Children (1997)
- Hooks, Nets, and Time (1997)
- The Flood (1998)
- Boginie (Goddesses, 2000; wyd. pol. 2002)
- A Moment Before It Struck (2012)
- Halfway Home (2013)
- Attitude (2014)
- Light and Shadow (2014)
- The Way Home (2015)
- Diamond and the World Breaker (2017)
- The Martian Obelisk (2017)
- Longing for Earth (2018)
- Theories of Flight (2018)
- Devil in the Dust (2019)